# Statue equestri in Italia
Quello che segue è un elenco di tutte le statue equestri in Italia.
I soggetti più comuni rappresentati sono Giuseppe Garibaldi e Vittorio Emanuele II di Savoia.

## Elenco delle statue equestri
| Immagine | Nome                                                              | Soggetto                                                        | Autore                                                           | Anno                                         | Luogo                                                            | Note |
| -------- | ----------------------------------------------------------------- | --------------------------------------------------------------- | ---------------------------------------------------------------- | -------------------------------------------- | ---------------------------------------------------------------- | --- |
|          | Monumento a Giuseppe Govone                                       | Generale Giuseppe Govone                                        | Arturo Stagliano                                                 | 1929 (originale) 2004 (rifacimento)          | Piazza Michele Ferrero, Alba                                     | Fuso nel 1929, distrutto durante la seconda guerra mondiale nel 1941, è stato rifuso dal gesso originale nel 2004.                                                             |
|          | Pellegrino di pace                                                | Francesco d'Assisi                                              | Norberto Proietti                                                | 2005                                         | Basilica di San Francesco, Assisi                                | |
|          | Monumento a Umberto I                                             | Umberto I di Savoia, re d'Italia                                | Odoardo Tabacchi                                                 | 1903                                         | Piazza Fratelli Cairoli, Asti                                    | |
|          | Monumento equestre di Sant'Alessandro                             | Alessandro di Bergamo                                           | Giovanni da Campione                                             | 1353                                         | Porta dei Leoni rossi, Basilica di Santa Maria Maggiore, Bergamo | |
|          | Monumento equestre di Bartolomeo Colleoni sulla tomba di famiglia | Bartolomeo Colleoni                                             | Leonardo Siry e Sisto da Norimberga                              | 1501                                         | Cappella Colleoni, Basilica di Santa Maria Maggiore, Bergamo     | |
|          | Monumento a Giuseppe Garibaldi                                    | Giuseppe Garibaldi                                              | Arnaldo Zocchi                                                   | 1900                                         | Via dell'Indipendenza, Bologna                                   | |
|          | Monumento a Giuseppe Garibaldi                                    | Giuseppe Garibaldi                                              | Eugenio Maccagnani                                               | 1889                                         | Piazza Giuseppe Garibaldi, Brescia                               | |
|          | Monumento equestre a Enrico dell'Acqua                            | Enrico dell'Acqua                                               | Enrico Saroldi e Amedeo Fontana                                  | 1929                                         | Piazza Volontari della Libertà, Busto Arsizio                    | |
|          | Monumento a Umberto I                                             | Umberto I di Savoia, re d'Italia                                | Mario Rutelli                                                    | 1911                                         | Piazza Roma, Catania                                             | |
|          | Monumento equestre a Gualtiero di Caltagirone                     | Gualtiero di Caltagirone                                        | Giacomo Baragli                                                  | 1983                                         | Piazza San Francesco d'Assisi, Caltagirone                       | Monumento eretto in occasione del 700º anniversario della morte (1283–1983).                                                                                                   |
|          | Monumento a Carlo Alberto                                         | Carlo Alberto di Savoia                                         | Abbondio Sangiorgio                                              | 1843                                         | Piazza Giuseppe Mazzini, Casale Monferrato                       | |
|          | Monumento al generale Manfredo Fanti                              | Manfredo Fanti                                                  | Cesare Zocchi                                                    | 1903                                         | Parco delle Rimembranze, Carpi                                   | |
|          | Monumento ai caduti chiavaresi nelle Guerre Mondiali              |                                                                 |                                                                  | 1968                                         | Piazza Roma, Chiavari                                            | |
|          | Monumento equestre a Niccolò III d'Este                           | Niccolò III d'Este                                              | Leon Battista Alberti (originale) Giacomo Zilocchi (rifacimento) | 1451 (originale) 1927 (rifacimento)          | Palazzo Municipale, Ferrara                                      | La scultura venne distrutta nel 1796 durante l'occupazione francese della città e sostituita da una copia solo nel 1927.                                                       |
|          | L'Incontro di Teano                                               | Vittorio Emanuele II e Giuseppe Garibaldi                       | Oreste Calzolari                                                 | 1906                                         | Piazza Mino da Fiesole, Fiesole                                  | È l'unico gruppo scultoreo con due figure a cavallo in Italia. |
|          | Statua equestre di Cosimo I de' Medici                            | Cosimo I de' Medici                                             | Giambologna                                                      | 1594                                         | Piazza della Signoria, Firenze                                   | |
|          | Statua equestre di Ferdinando I de' Medici                        | Ferdinando I de' Medici                                         | Giambologna e Pietro Tacca                                       | 1607                                         | Piazza della Santissima Annunziata, Firenze                      | |
|          | Monumento a Vittorio Emanuele II                                  | Vittorio Emanuele II di Savoia                                  | Salvino Salvini e Emilio Zocchi                                  | 1890                                         | Piazza Vittorio Veneto, Firenze                                  | |
|          | Gentiluomo a cavallo                                              |                                                                 | Marino Marini                                                    | 1937                                         | Museo Marino Marini, Firenze                                     | Il museo contiene una decina di statue sul tema del "Cavaliere" |
|          | Cavaliere                                                         |                                                                 | Marino Marini                                                    | 1947                                         | Museo Marino Marini, Firenze                                     | Il museo contiene una decina di statue sul tema del "Cavaliere" |
|          | Cavaliere                                                         |                                                                 | Marino Marini                                                    | 1949-1950                                    | Museo Marino Marini, Firenze                                     | Il museo contiene una decina di statue sul tema del "Cavaliere" |
|          | Monumento a Giuseppe Garibaldi                                    | Giuseppe Garibaldi                                              | Augusto Rivalta                                                  | 1879                                         | Piazza De Ferrari, Genova                                        | |
|          | Monumento a Vittorio Emanuele II                                  | Vittorio Emanuele II di Savoia                                  | Giuseppe Sacconi                                                 | 1886                                         | Piazza Corvetto, Genova                                          | |
|          | Monumento a Manuel Belgrano                                       | Manuel Belgrano                                                 | Arnaldo Zocchi                                                   | 1927                                         | Piazza Tommaseo, Genova                                          | |
|          | Monumento equestre a Giuseppe Garibaldi                           | Giuseppe Garibaldi                                              | Antonio Garella                                                  | 1913                                         | Giardini Pubblici, La Spezia                                     | |
|          | Monumento a Vittorio Emanuele II                                  | Vittorio Emanuele II di Savoia                                  | Augusto Rivalta                                                  | 1892                                         | Piazza Unità d'Italia, Livorno                                   | |
|          | Monumento a Federico Barbarossa                                   | Federico Barbarossa                                             | Felice Vanelli                                                   | 2008                                         | Piazzale III Agosto, Lodi                                        | Il monumento è un dono della Banca Centropadana alla città di Lodi nell'850º anniversario della sua fondazione (1158–2008).                                                    |
|          | Statua equestre di Martino di Tours                               | Martino di Tours                                                |                                                                  | 1300                                         | Interno della cattedrale di San Martino, Lucca                   | |
|          | Statua equestre di Martino di Tours replica                       | Martino di Tours                                                |                                                                  | ?                                            | Facciata della cattedrale di San Martino, Lucca                  | |
|          | La Patria vincitrice                                              | Allegoria dell'Italia Risorgimentale                            | Alfredo Angeloni                                                 | 1930                                         | Piazza Risorgimento, Lucca                                       | |
|          | Monumento a Oldrado da Tresseno                                   | Oldrado da Tresseno                                             | Benedetto Antelami                                               | 1233                                         | Palazzo della Ragione, Milano                                    | |
|          | Monumento equestre a Bernabò Visconti                             | Bernabò Visconti                                                | Bonino da Campione                                               | 1363                                         | Castello Sforzesco, Milano                                       | La statua equestre fa parte di un complesso monumentale che è anche la tomba di Bernabò.                                                                                       |
|          | Monumento a Napoleone III e all'Esercito Francese                 | Napoleone III Bonaparte                                         | Francesco Barzaghi                                               | 1873                                         | Parco Sempione, Milano                                           | |
|          | Monumento a Vittorio Emanuele II                                  | Vittorio Emanuele II di Savoia                                  | Ercole Rosa                                                      | 1879                                         | Piazza del Duomo, Milano                                         | |
|          | Monumento equestre a Giuseppe Garibaldi                           | Giuseppe Garibaldi                                              | Ettore Ximenes                                                   | 1895                                         | Piazzale Cairoli, Milano                                         | |
|          | Monumento a Giuseppe Missori                                      | Generale Giuseppe Missori                                       | Riccardo Ripamonti                                               | 1916                                         | Piazza Giuseppe Missori, Milano                                  | |
|          | Statua equestre a Marco Nonio Balbo padre                         | Marco Nonio Balbo senior                                        |                                                                  | I secolo a.C.                                | Museo archeologico nazionale, Napoli                             | Dagli scavi di Ercolano |
|          | Statua equestre a Marco Nonio Balbo figlio                        | Marco Nonio Balbo junior                                        |                                                                  | I secolo a.C.                                | Museo archeologico nazionale, Napoli                             | Dagli scavi di Ercolano |
|          | Monumento equestre a Carlo di Borbone                             | Carlo di Borbone, re di Napoli                                  | Antonio Canova                                                   | 1819                                         | Piazza del Plebiscito, Napoli                                    | |
|          | Monumento equestre a Ferdinando di Borbone                        | Ferdinando di Borbone (F. IV di Napoli, F. I delle Due Sicilie) | Antonio Canova e Antonio Calì                                    | 1829                                         | Piazza del Plebiscito, Napoli                                    | |
|          | Monumento a Vittorio Emanuele II                                  | Vittorio Emanuele II di Savoia                                  | Alfonso Balzico                                                  | 1880                                         | Piazza Giovanni Bovio, Napoli                                    | |
|          | Monumento ad Armando Diaz                                         | Armando Diaz                                                    | Gino Cancellotti e Francesco Nagni                               | 1936                                         | Via Francesco Caracciolo, Napoli                                 | |
|          | Il Cavaliere di Toledo                                            |                                                                 | William Kentridge                                                | 2012                                         | Largo Enrico Berlinguer, Napoli                                  | |
|          | Monumento equestre al Gattamelata                                 | Erasmo da Narni, detto il Gattamelata                           | Donatello                                                        | 1453                                         | Piazza del Santo, Padova                                         | |
|          | Monumento a Vittorio Emanuele II                                  | Vittorio Emanuele II di Savoia                                  | Benedetto Civiletti                                              | 1886                                         | Piazza Giulio Cesare, Palermo                                    | |
|          | Monumento a Giuseppe Garibaldi                                    | Giuseppe Garibaldi                                              | Vincenzo Ragusa                                                  | 1891                                         | Giardino Inglese, Palermo                                        | |
|          | Regisole                                                          | Forse Teodorico il Grande (?)                                   | Ignoto (originale) Francesco Messina (rifacimento)               | Alto Medioevo (originale) 1937 (rifacimento) | Piazza del Duomo, Pavia                                          | L'antichissima statua di ignota fattura e provenienza venne distrutta nel 1796 dai giacobini pavesi, poiché raffigurante un monarca. Solo nel 1937 venne realizzata una copia. |
|          | Bronzi dorati da Cartoceto di Pergola                             | Due dignitari romani a cavallo tra due matrone                  |                                                                  | I secolo a.C.-I d.C. circa                   | Museo dei bronzi dorati e della città di Pergola                 | |
|          | Monumento a Vittorio Emanuele II                                  | Vittorio Emanuele II di Savoia                                  | Giulio Tadolini                                                  | 1890                                         | Piazza Italia, Perugia                                           | |
|          | Monumento ai Caduti di Milano                                     |                                                                 | Libero Andreotti                                                 | 1928                                         | Gipsoteca Libero Andreotti, Pescia                               | Bozzetto per un monumento destinato a Milano e mai realizzato. Il museo contiene altri bozzetti.                                                                               |
|          | Ritorno dopo la Vittoria                                          |                                                                 | Libero Andreotti                                                 | 1928                                         | Gipsoteca Libero Andreotti, Pescia                               | Bozzetto per un monumento destinato a Milano e mai realizzato. Il museo contiene altri bozzetti.                                                                               |
|          | Monumento equestre a Ranuccio I Farnese                           | Ranuccio I Farnese, duca di Parma, Piacenza e Castro            | Francesco Mochi                                                  | 1620                                         | Piazza dei Cavalli, Piacenza                                     | |
|          | Monumento equestre ad Alessandro Farnese                          | Alessandro Farnese, duca di Parma, Piacenza e Castro            | Francesco Mochi                                                  | 1625                                         | Piazza dei Cavalli, Piacenza                                     | |
|          | Monumento ai Caduti                                               |                                                                 | Abele Jacopi                                                     | 1925                                         | Pietrasanta, piazza Statuto                                      | |
|          | Monumento a Giuseppe Garibaldi                                    | Giuseppe Garibaldi                                              | Antonio Garella                                                  | 1904                                         | Piazza Garibaldi, Pistoia                                        | |
|          | Miracolo                                                          |                                                                 | Marino Marini                                                    | 1954                                         | Museo Marino Marini, Pistoia                                     | Il museo conserva diverse statue sul tema del cavaliere (serie Cavalieri) e dell'incidente a cavallo (serie Miracoli).                                                         |
|          | Statua equestre di cavaliere orientale partico                    |                                                                 |                                                                  | I-II secolo d.C.                             | Fondazione Dino ed Ernesta Santarelli, Roma                      | |
|          | Statua equestre di Marco Aurelio                                  | Imperatore Marco Aurelio                                        |                                                                  | 176                                          | Musei Capitolini (fino al 1981 in Piazza del Campidoglio), Roma  | |
|          | Statua equestre di Costantino                                     | Imperatore Costantino I                                         | Gian Lorenzo Bernini                                             | 1670                                         | Basilica di San Pietro in Vaticano                               | |
|          | Statua equestre di Carlo Magno                                    | Re e Imperatore Carlo Magno                                     | Agostino Cornacchini                                             | 1725                                         | Basilica di San Pietro in Vaticano                               | |
|          | Statua equestre di Vittorio Emanuele II                           | Vittorio Emanuele II di Savoia                                  | Enrico Chiaradia e Emilio Gallori                                | 1885–1911                                    | Altare della Patria (Vittoriano), Piazza Venezia, Roma           | |
|          | Monumento a Giuseppe Garibaldi                                    | Giuseppe Garibaldi                                              | Emilio Gallori                                                   | 1895                                         | Piazzale Giuseppe Garibaldi al Gianicolo, Roma                   | Il bozzetto in gesso è conservato nel palazzo Pubblico di Siena. |
|          | Monumento a Carlo Alberto                                         | Carlo Alberto di Savoia                                         | Raffaello Romanelli                                              | 1900                                         | Villa Carlo Alberto al Quirinale (Giardini del Quirinale), Roma  | |
|          | Monumento a Umberto I                                             | Umberto I di Savoia                                             | Davide Calandra e Edoardo Rubino                                 | 1926                                         | Villa Borghese, Roma                                             | |
|          | Monumento ad Anita Garibaldi                                      | Anita Garibaldi                                                 | Mario Rutelli                                                    | 1932                                         | Colle Gianicolo, Roma                                            | Il monumento è dal 1932 anche la tomba di Anita Garibaldi, che in precedenza era sepolta a Nizza                                                                               |
|          | Monumento a Simón Bolívar                                         | Simón Bolívar                                                   | Pietro Canonica                                                  | 1934                                         | Piazzale Simón Bolívar, Roma                                     | |
|          | Monumento a Giorgio Castriota Scanderbeg                          | Giorgio Castriota Scanderbeg                                    | Raffaello Romanelli                                              | 1940                                         | Piazza Albania, Roma                                             | |
|          | Monumento a José de San Martín                                    | José de San Martín                                              | Ado Furlan                                                       | 1951                                         | Piazza José de San Martín, Roma                                  | |
|          | Statua equestre di Marco Aurelio                                  | Imperatore Marco Aurelio                                        |                                                                  | 1981                                         | Piazza del Campidoglio, Roma                                     | È una copia moderna che sostituisce nella piazza l'originale romano (custodito dal 1981 ai Musei Capitolini)                                                                   |
|          | Monumento a Giuseppe Garibaldi                                    | Giuseppe Garibaldi                                              | Ettore Ferrari                                                   | 1896                                         | Piazza Giuseppe Garibaldi, Rovigo                                | |
|          | Monumento a Giuseppe Garibaldi                                    | Giuseppe Garibaldi                                              | Leonardo Bistolfi                                                | 1927                                         | Giardini del Prolungamento, Savona                               | |
|          | Monumento a Francesco Ferrucci                                    | Francesco Ferrucci                                              | Emilio Gallori                                                   | 1920                                         | Piazza Ferrucci, Gavinana                                        | |
|          | Monumento a Giuseppe Garibaldi                                    | Giuseppe Garibaldi                                              | Raffaello Romanelli                                              | 1896                                         | Giardini della Lizza, Siena                                      | |
|          | Monumento a Vittorio Amedeo I                                     | Vittorio Amedeo I di Savoia                                     | Andrea Rivalta e Federico Vanella                                | 1669                                         | Palazzo Reale di Torino                                          | |
|          | Monumento a Emanuele Filiberto (Caval ëd Bronz)                   | Emanuele Filiberto di Savoia                                    | Carlo Marochetti                                                 | 1838                                         | Piazza San Carlo, Torino                                         | |
|          | Statua equestre di Castore                                        | Castore                                                         | Abbondio Sangiorgio                                              | 1841                                         | Palazzo Reale di Torino                                          | |
|          | Statua equestre di Polluce                                        | Polluce                                                         | Abbondio Sangiorgio                                              | 1841                                         | Palazzo Reale di Torino                                          | |
|          | Monumento a Carlo Alberto                                         | Carlo Alberto di Savoia                                         | Carlo Marochetti                                                 | 1861                                         | Piazza Carlo Alberto, Torino                                     | |
|          | Monumento a Ferdinando di Savoia-Genova                           | Ferdinando di Savoia-Genova                                     | Alfonso Balzico                                                  | 1877                                         | Piazza Solferino, Torino                                         | |
|          | Monumento ad Alfonso La Marmora                                   | Alfonso La Marmora                                              |                                                                  |                                              | Piazza Giambattista Bodoni, Torino                               | |
|          | Soldato a cavallo                                                 |                                                                 | Pietro Canonica                                                  | 1923                                         | Piazza Castello, Torino                                          | |
|          | Monumento equestre a Bartolomeo Colleoni                          | Bartolomeo Colleoni                                             | Andrea del Verrocchio e Alessandro Leopardi                      | 1480–1488                                    | Campo Santi Giovanni e Paolo, Venezia                            | |
|          | Monumento a Domenico Contarini                                    | Domenico Contarini                                              |                                                                  | 1650                                         | Chiesa di Santo Stefano, Venezia                                 | |
|          | Monumento a Vittorio Emanuele II                                  | Vittorio Emanuele II di Savoia                                  | Ettore Ferrari                                                   | 1887                                         | Riva degli Schiavoni, Venezia                                    | |
|          | L'Angelo della Città                                              |                                                                 | Marino Marini                                                    | 1948                                         | Peggy Guggenheim Collection, Venezia                             | |
|          | Statua equestre di Cangrande della Scala                          | Cangrande I della Scala                                         | Giovanni di Rigino (?)                                           | 1340                                         | Museo di Castelvecchio, Verona                                   | Una volta la statua era collocata sulla sommità della sua tomba (Arche Scaligere), ora sostituita da una copia.                                                                |
|          | Statua equestre di Mastino II della Scala                         | Mastino II della Scala                                          |                                                                  | 1350                                         | Museo di Castelvecchio, Verona                                   | Una volta la statua era collocata sulla sommità della sua tomba (Arche Scaligere), ora sostituita da una copia.                                                                |
|          | Statua equestre di Cansignorio della Scala                        | Cansignorio della Scala                                         | Bonino da Campione                                               | 1375                                         | Arche Scaligere, Verona                                          | |
|          | Monumento a Giuseppe Garibaldi                                    | Giuseppe Garibaldi                                              | Pietro Bordini                                                   | 1887                                         | Piazza Indipendenza, Verona                                      | |
|          | San Giorgio e il drago                                            | San Giorgio                                                     | Salvador Dalí                                                    | 1977                                         | Museo all'aperto Bilotti, Corso Giuseppe Mazzini, Cosenza        | |